# 長風三村
長風三村為海軍眷村，座落於新北市土城區順風路。

## 沿革
1965年海軍在板橋市（今板橋區）浮州里之眷區，因遭水患疏遷至土城鄉員林村，設長風三村軍眷社區。繼之員林村沿路商店工廠大量設立，人口日增，至1972年10月10日分村。按地理狀態，將長風三村軍眷區另立為長風村。
長風三村佔地0.6052公頃，主要房屋型式為磚造，甲級眷舍2棟，乙級眷舍321棟。
該村於民國1990年重新改建為五層樓式軍眷社區（長風新城），1992年完成。